# Morphocarabus
Sous-genre
Synonymes
- Amorphocarabus Vacher de Lapouge, 1930
- Ancylocarabus Reitter, 1896
- Apostocarabus Reitter, 1896
- Basilicocarabus Vacher de Lapouge, 1930
- Gigantocarabus A. Semenov, 1898
- Leptinocarabus Reitter, 1896
- Pancarabus Reitter, 1896
- Promorphocarabus Reitter, 1896

Morphocarabus est un sous-genre de coléoptères de la famille des Carabidae, de la sous-famille des Carabinae.

## Espèces
C. (M.) aeruginosiformis - C. (M.) aeruginosus - C. (M.) altyntuanus - C. (M.) alutensis - C. (M.) antropovi - C. (M.) baeri - C. (M.) bargusinicus - C. (M.) chaffanjoni - C. (M.) chaudoiri - C. (M.) comptus - C. (M.) cracens - C. (M.) czadanicus - C. (M.) dabanensis - C. (M.) dohrni - C. (M.) dshungaricus - C. (M.) eschscholtzi - C. (M.) excellens - C. (M.) flavifemoratus - C. (M.) fumidicolor - C. (M.) gebleri - C. (M.) geblerianus - C. (M.) hamarensis - C. (M.) hampei - C. (M.) helleri - C. (M.) henningi - C. (M.) herrmanni - C. (M.) hummeli - C. (M.) illigeri - C. (M.) incompsus - C. (M.) irkoutskensis - C. (M.) jilinensis - C. (M.) jurgae - C. (M.) kaesongensis - C. (M.) kamtschatensis - C. (M.) karpinskii - C. (M.) kollari - C. (M.) kolyvanus - C. (M.) kozhantschikovi - C. (M.) krugeri - C. (M.) kuzminae - C. (M.) laojunensis - C. (M.) liaoningensis - C. (M.) magadanicus - C. (M.) martjanovianus - C. (M.) marusiki - C. (M.) melleus - C. (M.) melyachi - C. (M.) mestscherjakovi - C. (M.) michailovi - C. (M.) microputus - C. (M.) middendorfi - C. (M.) mongolorum - C. (M.) monilis - C. (M.) myohyangicus - C. (M.) necincertus - C. (M.) nevelskii - C. (M.) odaesanus - C. (M.) odoratus - C. (M.) onjinsanicus - C. (M.) opacipennis - C. (M.) oviformis - C. (M.) pietrorattii - C. (M.) praecellens - C. (M.) pusongensis - C. (M.) putus - C. (M.) regalis - C. (M.) ronayi - C. (M.) rothi - C. (M.) saldaitisi - C. (M.) salechardensis - C. (M.) sambylensis - C. (M.) saragaschensis - C. (M.) scheidleri - C. (M.) schestopalovi - C. (M.) septentrionalis - C. (M.) seriatissimus - C. (M.) shaman - C. (M.) shilenkovi - C. (M.) shoriensis - C. (M.) simulator - C. (M.) smaragdulus - C. (M.) spasskianus - C. (M.) ssangnamensis - C. (M.) stolidus - C. (M.) suensoni - C. (M.) taebeagsanus - C. (M.) tarbagataicus - C. (M.) telezkianus - C. (M.) tristiculus - C. (M.) tulatensis - C. (M.) tungus - C. (M.) ultimus - C. (M.) venustus - C. (M.) versicolor - C. (M.) verzhutzkii - C. (M.) viridilimbatus - C. (M.) wulffiusi - C. (M.) zaikai - C. (M.) zawadzkii - C. (M.) zherichini - C. (M.) zhubajie - C. (M.) zinaidae - C. (M.) zyrjanovskianus